# 27384 Meaganbethel
27384 Meaganbethel è un asteroide della fascia principale. Scoperto nel 2000, presenta un'orbita caratterizzata da un semiasse maggiore pari a 2,4788924 UA e da un'eccentricità di 0,0835149, inclinata di 3,88170° rispetto all'eclittica.